# إيفرغرين نايتس (البوم غنائي)
«إيفرغرين نايتس» (بالإنجليزية: "Evergreen Nights")‏ بمعنى «ليالي دائمة الخضرة» هو أول البوم غنائي للمغنية الكندية ليزا لويد، يحتوي الالبلوم على اغاني المسلسل التلفزيوني المتحرك «الراكون».
لم يقتصر الالبوم فقط على اغاني ليزا بل كان هناك أغاني للفنانين آخرين هما (كيرتيس كينغ جي.ار) و (ستيفن لونت).

## قائمة اغاني الالبوم
1. "Run With Us" "إهرب معنا"
2. "Ain't No Planes" «لا توجد طائرات»
3. "Here I Go Again" «ها أنا ذاهب مجدداً»
4. "Stop The Clock" «اوقفوا الساعة»
5. "Don’t Fear The Fire" «لا تخف النار»
6. "Growing Up" «النمو»
7. "All Life Long" «كل حياة طويلة»
8. "Hold Back Tomorrow" «التمسك بالغد»
9. "New World" «عالم جديد»

## غاني لم يحتويها ألالبوم
لم يحتوِ الالبوم على جميع اغاني المسلسل، وهذه الاغاني التي لم تصدر ضمن الالبوم
1-"Can't Trust Myself" «لا أستطيع ان أثق بفسي»
2-"Come On Home" «قادم إلى الديار»
3-"Never Even Know What Time It Is" «لا اعرف حتى كم الوقت»
4-"Restless In The Night" «قلق في الليل»
5-"Teach Me" «إلمسني»
6-"When The Sun Comes Up" «عندما تشرق الشمس»

## إنظر أيضاً
ليزا لويد
إهرب معنا
(الراكون)